# Márcio Fernandes
Márcio Fernandes Figueiredo (Santos, 24 de março de 1962), mais conhecido como Márcio Fernandes, é um treinador e ex-futebolista brasileiro que atuava como atacante. Atualmente comanda o CSA. 

## Carreira como jogador
Como jogador, iniciou a carreira no Santos. Fez parte do elenco de 1978 que foi campeão paulista, cujo time ficou conhecido como a primeira versão dos "Meninos da Vila".
Posteriormente, foi emprestado ao Botafogo-SP; Paysandu, onde foi Campeão Paraense em 1981; e Santo André.
Disputou o Pré-Olímpico no Equador com a Seleção em 1984.
No início de 1986, foi contratado pela Ferroviária. Teve uma passagem marcante no Rio Branco-ES ainda em 1986.
Em 1988, chegou ao XV de Piracicaba.

## Carreira como treinador
Começou sua carreira como técnico em São Carlos como treinador do Sãocarlense, onde atuou como futebolista.
Seu primeiro título foi conquistado com o Jabaquara: o Campeonato Paulista Segunda Divisão B3 em 2002. Pelas equipes de base do Santos conquistou a Copa Paulista em 2004; o Torneio Cidade de Turim em 2007 e o Campeonato Paulista Sub-20 também em 2007. Em 7 de agosto de 2008 assumiu o comando técnico do time principal do Santos, conseguindo uma boa arrancada e salvando a equipe do rebaixamento para a Série B do Brasileiro. Treinou também o Fortaleza em 2009. Nesse mesmo ano foi para o Red Bull Brasil e nessa equipe conquistou o Campeonato Paulista de Futebol de 2010 - Série A3 e foi vice-campeão da Copa Paulista 2010. Foi dispensado do clube após uma série de maus resultado no Campeonato Paulista de Futebol de 2011 - Série A2. Na sequência treinou o Comercial de Ribeirão Preto, conquistando o acesso ao Campeonato Paulista de Futebol de 2012 - Série A1 e foi novamente vice-campeão da Copa Paulista 2011.
Em 27 de fevereiro de 2012, depois da má campanha do Comercial no Campeonato Paulista de 2012, que culminaria no seu rebaixamento, Márcio Fernandes foi demitido do cargo de treinador da equipe do interior do Estado. Meses depois acertou, com o Brasiliense, para ser o novo treinador.
Em agosto de 2013, acertou com o Shanghai Shenxin. E para a temporada de 2014 acertou com o Guarani. Em 11 de Abril de 2014, Márcio Fernandes foi demitido do comando técnico do Guarani, depois do fracasso no Campeonato Paulista A2  de 2014 e na Copa do BrasilDE 2014.
Em 25 de Fevereiro foi confirmada a sua contração para o comando do Vila Novapara o restante do goiano 2015. Para além, Marcio levou a equipe goiania ao título da Terceira Divisão nacional no mesmo ano.
No dia 24 de fevereiro de 2016, após 5 jogos no comando da equipe no Campeonato Goiano (com uma vitória, três empates e uma derrota), Marcio entregou o cargo da equipe.
No dia seguinte, já dava declarações como o novo comandante do Botafogo Futebol Clube de Ribeirão Preto. Atual campeão da série C pelo clube goiano, Marcio defenderá seu título este ano frente a equipe do interior paulista, que conseguiu o acesso para a terceira divisão deste ano, sagrando-se campeão brasileiro da série D 2015. Em 11 de outubro de 2016, Márcio Fernandes acabou deixando o comando do Botafogo Futebol Clube (Ribeirão Preto), ele comandava o clube desde fevereiro do mesmo ano, Fernandes fez uma boa primeira fase no Botafogo-SP pela Série C do Brasileirão, ficando na terceira colocação, mas acabou perdendo o acesso para o ABC Futebol Clube, no total Márcio Fernandes comandou a equipe paulista em 29 jogos, sendo 11 vitórias, 12 empates e 4 derrotas.
Márcio Fernandes acertou com o Linense, e para a sequência do Paulistão de 2017 encontra o clube a um ponto da zona de classificação e também da zona de rebaixamento.
Após a saída de Geninho do comando técnico do ABC, Márcio Fernandes foi anunciado como novo técnico do Mais Querido para a disputa da Série B. Em agosto de 2017, Márcio Fernandes foi demitido do ABC, ele comandou a equipe em 1 mês e dois dias, foram cinco jogos no comando da equipe do nordeste, uma vitória, um empate e três derrotas, conseguindo um aproveitamento de 26,6%.
Em 6 de fevereiro de 2018 Fernandes foi confirmado como novo técnico do Linense para a sequência do Paulistão, o treinador retorna ao clube de Lins um ano após sua última passagem pela equipe, sua tarefa será resgatar o futebol da equipe e consequentemente conseguir bons resultados para que o clube melhore no estadual.

### Sampaio Corrêa
Em 05 de maio de 2023, foi contratado pelo Sampaio Corrêa para comandar o clube na Série B. Em 05 de setembro de 2023 foi demitido após deixar o clube na zona de rebaixamento.

### Paysandu
Em 09 de setembro de 2024 foi contratado pelo Paysandu para comandar o clube na Série B.

## Títulos

### Como treinador
Paysandu
- Copa Verde: 2022
- Supercopa Grão-Pará: 2025

Londrina
- Campeonato Paranaense: 2021

Vila Nova
- Campeonato Brasileiro - Série C: 2015 e 2020
- Campeonato Goiano - Série A2: 2015

Remo
- Campeonato Paraense: 2019

Brasiliense
- Campeonato Brasiliense: 2013

Red Bull Brasil
- Campeonato Paulista - Série A3: 2010

Santos (Equipe B e categoria de base)
- Campeonato Paulista Sub-20: 2007
- Torneio Cidade de Turim: 2007
- Copa Paulista: 2004

Jabaquara
- Campeonato Paulista – Série B3: 2002

### Como jogador
Paysandu
- Campeonato Paraense: 1981

Santos
- Campeonato Paulista: 1978

## Campanhas de destaque

### Como treinador
Red Bull Brasil
- Copa Paulista: 2º lugar - 2010

Comercial
- Campeonato Paulista de Futebol - Série A2: Acesso para a 1ª Divisão Estadual - 2011
- Copa Paulista: 2º lugar - 2011

## Estatísticas como treinador
Atualizado até 29 de maio de 2023.
| Equipe           | Jogos | Vitórias | Empates | Derrotas | Aproveitamento |
| ---------------- | ----- | -------- | ------- | -------- | -------------- |
| Santos           | 10    | 3        | 2       | 5        | 36.67%         |
| Fortaleza        | 7     | 1        | 1       | 5        | 19.05%         |
| Red Bull Brasil  | 79    | 37       | 24      | 18       | 56.96%         |
| Comercial        | 44    | 16       | 17      | 11       | 49.24%         |
| Brasiliense      | 25    | 15       | 3       | 7        | 64%            |
| Shanghai Shenxin | 15    | 7        | 3       | 5        | 53.33%         |
| Guarani          | 20    | 5        | 8       | 7        | 38.33%         |
| Vila Nova        | 48    | 25       | 12      | 11       | 60.42%         |
| Botafogo-SP      | 29    | 11       | 12      | 6        | 51.72%         |
| Linense          | 17    | 5        | 6       | 6        | 41.18%         |
| XV de Piracicaba | 6     | 3        | 0       | 3        | 50%            |
| ABC              | 5     | 1        | 1       | 3        | 26.67%         |
| Joinville        | 9     | 2        | 1       | 6        | 25.93%         |
| Aparecidense     | 4     | 0        | 2       | 2        | 16.67%         |
| Remo             | 28    | 10       | 13      | 5        | 51.19%         |
| Treze            | 12    | 4        | 4       | 4        | 44.44%         |
| Santo André      | 12    | 3        | 4       | 5        | 36.11%         |
| Londrina         | 28    | 10       | 8       | 10       | 45.24%         |
| Paysandu         | 66    | 34       | 16      | 16       | 59.6%          |
| Sampaio Corrêa   | 21    | 4        | 10      | 7        | 34.92%         |
| Total            | 470   | 193      | 135     | 133      | 50.64%         |